# Lorraine 40 t
Lorraine 40 t је био француски средњи тенк.

## Корисници
- Француска